# Adolf Dirr (SS-Mitglied)

Adolf Dirr (Führerbegleitkommando)

Adolf Dirr (* 14. Februar 1907 in München; † 1998) war ein deutscher SS-Offizier. Als stellvertretender Leiter des  SS-Führerbegleitkommandos war Dirr einer der acht engsten Leibwächter Adolf Hitlers.

## Leben und Wirken
Nach dem Besuch der Volksschule erlernte Dirr das Schmiedehandwerk. In seiner Freizeit boxte Dirr mit  Erfolg, so hielt er in den Jahren 1929 bis 1936 den Titel des Münchener Leichtgewichtschampions.
Zum 1. Mai 1929 trat Dirr in die NSDAP (Mitgliedsnummer 125.997) und die SA (Sturm 9 in München) ein, um an den Boxwettkämpfen der SA teilnehmen zu können. Am 1. März 1932 wurde er von Heinrich Himmler als einer von acht Leibwächtern für Hitler ausgewählt, die sich fortan als  SS-Begleitkommando des Führers ständig in der Nähe Adolf Hitlers aufhielten. In dieser Eigenschaft gehörte Dirr bis zum April 1944 zur ständigen Entourage Hitlers.
Am 1. Juli 1934 wurde er zum SS-Untersturmführer und am 20. April 1944 zum Hauptsturmführer befördert. Am 22. April 1945 wurde er während der Schlacht um Berlin aus der Stadt ausgeflogen. In den folgenden Wochen erledigte er Aufgaben in Hitlers Berghof, in dessen Nähe er am 22. Mai 1945 von Angehörigen der US-Armee verhaftet wurde. Am 27. April 1947 wurde Dirr aus der Haft entlassen.
Nach dem Krieg stellte Dirr sein Wissen über Interna von Hitlers Privatleben, die ihm aufgrund seiner ständigen Nähe zu dem Diktator bekannt geworden waren, anderen Personen wie Rochus Misch zur Verfügung, wodurch er zu einer  Quelle zur Erschließung dieses Bereichs der Hitler-Forschung wurde.